# Замок Белліндулі
Замок Белліндулі (англ. Ballindooley Castle) — Балліндулі — один із замків Ірландії. Розташований в графстві Ґолвей поруч біля адміністративного центру графства. На північний захід від замку розташоване озеро Белліндулі. Замок відреставрований з дотримуванням всіх деталей інтер'єру часів його побудови, у замку є меблі зроблені в стилі XV століття. Замок виставлений на продаж.

## Історія замку Белліндулі
Замок Белліндулі був збудований у XV столітті в норманському стилі, орієнтовано в 1480 році. Імовірно він був побудований норманськими феодалами Де Бурго і деякий час належав їм. Перша письмова згадка про замок стверджує, що він належав феодалу Редмонду Рего Берку (ірл. Redmond Regough Burke). Клан Берк використовував цей замок як «Замок для гостей». Більше 200 років замок нікому не належав і поступово руйнувався. У 1916 році замок мав бути місцем зібрання повстанців за незалежність Ірландії, які планували захопити владу в графстві Ґолвей. Замок тоді був обстріляний британською канонеркою «Хельга». Є версія, що замок обстрілювала не «Хельга», а військовий корабель ВМС Великої Британії «Глостер». У ХХ столітті замок купив адвокат з Чикаго і реставрував його протягом 22 років.